# Reno Romeu
Reno Romeu (Rio de Janeiro, 1991) é um kitesurfista brasileiro, bicampeão da modalidade no país. 
Em 2013 entrou para o Guinness Book fazendo o maior número de giros possíveis em uma única manobra (2.520º, ou sete giros de 360º).
Aos quinze anos já havia se tornado o primeiro brasileiro a vencer uma etapa do mundial de kitesurf, vencendo o então campeão mundial Thomas Coquellet.
Em janeiro de 2018 envolveu-se num incidente que teria levado ao fechamento para visitação de um ponto turístico no deserto do Atacama, a reserva de Piedras Rojas (Salar de Atacama), após praticar kitesurf em áreas proibidas de suas lagoas e, assim, criar perturbações no habitat de flamingos ameaçados de extinção e outras aves; Romeu estaria a realizar gravações para um programa esportivo do canal pago Canal OFF e por meio de redes sociais este se justificou, dizendo que a atividade não foi feita por "turistas irresponsáveis, e sim kitesurfistas profissionais, que por meio de imagens e informação consciente divulgam o esporte e os mais diferentes locais".